# Áyios Pródhromos
Áyios Pródhromos (Ágios Pródromos, Agios Prodromos) är en ort i Grekland.   Den ligger i prefekturen Chalkidike och regionen Mellersta Makedonien, i den nordöstra delen av landet, 280 km norr om huvudstaden Aten. Áyios Pródhromos ligger 440 meter över havet och antalet invånare är 408.
Terrängen runt Áyios Pródhromos är kuperad, och sluttar norrut. Runt Áyios Pródhromos är det ganska glesbefolkat, med 21 invånare per kvadratkilometer. Närmaste större samhälle är Polýgyros, 11,1 km sydost om Áyios Pródhromos. 